# Lotus 87
La Lotus 87 è una monoposto di Formula 1 utilizzata dal Team Lotus nella seconda parte della stagione 1981 e nella prima gara della stagione 1982.

## Contesto e sviluppo
La Lotus 87 rappresentò un ulteriore passo in avanti per la Lotus nello sviluppo di auto ad effetto suolo. La vettura precedente, ovvero la Lotus 81, soffrì di mancanza di rigidità del telaio, ancora più evidente se comparata con la Williams FW07, la monoposto di riferimento dell'epoca. La Lotus decise quindi di introdurre un nuovo telaio costruito in fibra di carbonio e rinforzato con fogli in kevlar, in quanto si riteneva che la fibra di carbonio da sola non sarebbe bastata a dare al telaio la rigidità richiesta: in realtà fu un errore di valutazione, come poi successivamente dimostrato dalla McLaren MP4/1. Il telaio fu inizialmente concepito per la rivoluzionaria Lotus 88 a doppio telaio, ma a seguito della sua mancata omologazione venne riprogettato in fretta e furia nella più conservativa 87.

## Carriera agonistica

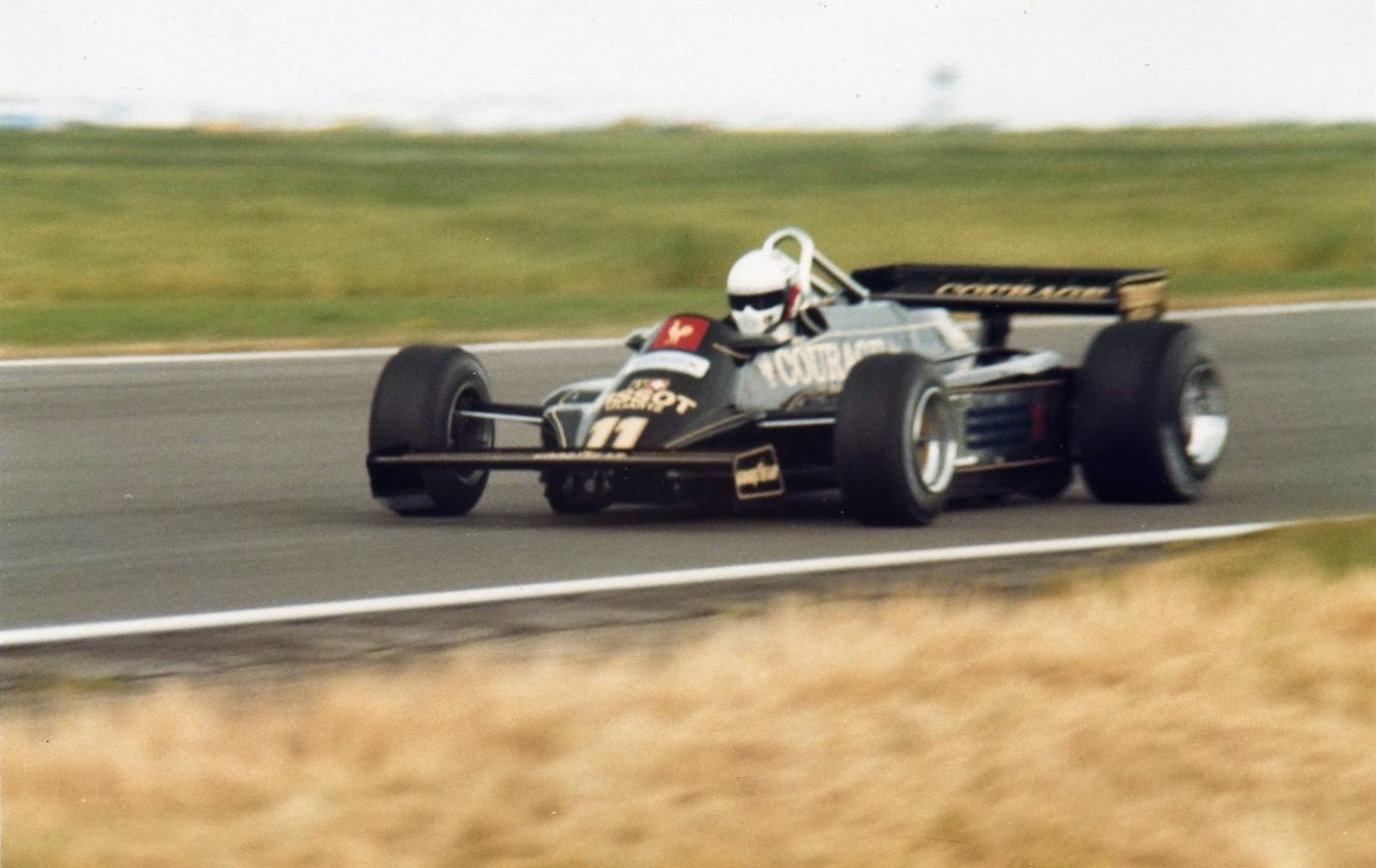
De Angelis alla guida di una Lotus 87 a Silverstone

La Lotus 87, che debuttò al Gran Premio di Monaco affidata ad Elio De Angelis ed al futuro campione del mondo Nigel Mansell, non fu abbastanza competitiva per poter lottare per la vittoria, ma i piloti riuscirono comunque a cogliere dei piazzamenti a punti, ottenendo come migliori piazzamenti due quarti posti, a Monza con De Angelis e a Las Vegas con Mansell. La vettura risultò troppo pesante, uno svantaggio non da poco in un momento in cui le vetture a motore turbo (al tempo Renault e Ferrari) diventavano sempre più affidabili. In virtù di un accordo con John Player, a partire dal Gran Premio di Spagna la Lotus 87 tornò a sfoggiare la livrea nera e oro; nei paesi in cui la pubblicità del tabacco era proibita, la marca di sigarette venne sostituita dalla parola Courage. Venne sviluppata una versione alleggerita, la 87B, che venne utilizzata nella gara di apertura della stagione 1982. La Lotus 87B fu sostituita definitivamente dalla Lotus 91, che risultò più competitiva, cogliendo un podio alla sua prima uscita in Brasile.

## Risultati completi
| Anno | Team                                    | Motore            | Gomme | Piloti     |  |  |  |  |  |     |   |   |    |     |     |     |     |     |     | Punti | Pos. |
| ---- | --------------------------------------- | ----------------- | ----- | ---------- |  |  |  |  |  | --- | - | - | -- | --- | --- | --- | --- | --- | --- | ----- | ---- |
| 1981 | Team Essex Lotus John Player Team Lotus | Ford Cosworth DFV | M G   | De Angelis |  |  |  |  |  | Rit | 5 | 6 | SQ | 7   | 7   | 5   | 4   | 6   | Rit | 22    | 7º   |
| 1981 | Team Essex Lotus John Player Team Lotus | Ford Cosworth DFV | M G   | Mansell    |  |  |  |  |  | Rit | 6 | 7 | NQ | Rit | Rit | Rit | Rit | Rit | 4   | 22    | 7º   |

| Anno | Team                   | Motore            | Gomme | Piloti     |     |  |  |  |  |  |  |  |  |  |  |  |  |  |  |  | Punti | Pos. |
| ---- | ---------------------- | ----------------- | ----- | ---------- | --- |  |  |  |  |  |  |  |  |  |  |  |  |  |  |  | ----- | ---- |
| 1982 | John Player Team Lotus | Ford Cosworth DFV | G     | De Angelis | 8   |  |  |  |  |  |  |  |  |  |  |  |  |  |  |  | 30    | 5º   |
| 1982 | John Player Team Lotus | Ford Cosworth DFV | G     | Mansell    | Rit |  |  |  |  |  |  |  |  |  |  |  |  |  |  |  | 30    | 5º   |

| Legenda | 1º posto     | 2º posto | 3º posto    | A punti         | Senza punti/Non class.  | Grassetto – Pole position Corsivo – Giro più veloce |
| Legenda | Squalificato | Ritirato | Non partito | Non qualificato | Solo prove/Terzo pilota | Grassetto – Pole position Corsivo – Giro più veloce |